# Kateryna Bilokur
Kateryna Vasylivna Bilokur (en ucraniano: Катерина Василівна Білокур; Bogdanivka, distrito de Pyriatyn, provincia de Poltava, Imperio ruso, 7 de diciembre de 1900-Bogdanivka, distrito de Yahotyn, Oblast de Kiev en República socialista soviética de Ucrania, 10 de junio de 1961) fue una pintora popular autodidacta ucraniana, de estilo naíf. Recibió el premio Artista popular de Ucrania en 1956.

## Biografía
Hija de Vassili Iossifovitch y de Pavlovna Akoulina, campesinos ucranianos, tuvo dos hermanos Grigori y Paul, debió como la mayoría de las hijas mujeres de su época y estrato social, ser capaces de mantener una casa, saber trabajar en el campo para resultar una buena esposa que supiera manejar los intereses de la granja de un campesino con el cual sería casada probablemente. No la enviaron a la escuela, sus días transcurrieron en trabajar en el campo, el jardín y ejecutar las tareas domésticas.
Al finalizar la adolescencia, hacia 15 o 17 años, su gusto para el dibujo y la pintura la llevaron a dibujar a escondidas por la noche. Pintó incluso sobre los muros de una habitación de la casa de sus padres. Fabricó sola todos sus pinceles, a veces con pelos de cola de gato cortado a la longitud adecuada, y los colores con las hierbas y los vegetales de su alrededor: viburno, berenjenas, cebollas, bayas de saúco pero estos colores no son muy estables. Llega a veces a procurarse de la pintura al aceite y utilizaó también lienzos y carboncillo.
Aparte de Ivan Grigorevitch Kalyta, un profesor artista amateur que ejerce en el campo y respetado por su padre, que le dispensó algunos consejos, el entorno de ella no la comprende y le dice que estas actividades no sirven para nada, que su pintura es estúpida, pero Katerina resistió inspirada por todas las flores que la rodeaban y probablemente también por el contexto cultural popular. En Ucrania enormemente las flores están bordadas sobre los textiles de uso corriente (manteles, servilletas, caminos de mesa...), las jóvenes trenzan coronas de flores campestres y donde los muros de las habitaciones blanqueadas a la cal se adornan a veces con pinturas de flores por encima de las ventanas y de las puertas.
Entre 1915 y 1917, un vecino molinero emprendedor, organiza un taller teatral y conociendo que Katerina sabe pintar y dibujar, él le pide su ayuda para realizar las decoraciones del espectáculo. Más tarde, siempre y cuando no molestara su trabajo en la casa y el huerto de su familia le permitieron aprender roles que interpretó por ejemplo en Natalka Poltavka de Ivan Kotliarevsky, Demanda en matrimonio en Goncharovka de Grigori Fedorovitch Kvitka-Osnovianenko, Servidora y Desdichado de Ivan Karpenko-Kary, Obrero agrícola de Tarass Chevtchenko y otros. No obstante su edad no conviene para ciertos personajes y se orientó hacia aquellos de servidora o de esposa, función que sus padres ven con gran desesperación querrían bien verle mantener en realidad. En el campo, a esta época, una hija de 24 o de 26 no casada era una «catástrofe».
En 1922 o 1923, intentó ingresar al colegio de arte de la cerámica de Myrhorod y en 1928 al colegio del teatro de Kiev. Pero no fue admitida  porque no contaba con el certificado de escolaridad que atestiguara siete años de estudios. Esto no la desanima: encontró oportunidades, escasas, para conocer otras artistas, ver, estudiar sus obras.
El yugo familiar, el peso de las costumbres aldeanas, la carga laboral difícil de conciliar con su actividad creadora, los dolores en las piernas alcanzan la moral de la joven artista. Efectuó una peregrinación a Kaniv sobre la tumba de Chevtchenko luego que, en 1934, intenta suicidarse por ahogamiento.
En 1939, durante una visita a su prima escuchó una canción interpretada por Oxana Petroussenko y emocionada le envió, al teatro universitario de Kiev, una carta titulada «Confesiones» acompañada de un dibujo. El texto llega a la cantante, muy de moda entonces, y tocada por las confesiones de Bilokur, muestra esta carta a sus amigos y a Vladimir Khitko que trabaja en una casa de arte de Kiev. Éste se dirigió a Bogdanivka y seducido por lo que descubrió, ayuda Kateryna a realizar una primera exposición de 11 obras en Poltava en 1940 donde las responsables de la casa del arte popular habían manifestado su interés. Sobre la marcha, expuso en Kiev, al año siguiente en Poltava donde obtiene un enorme éxito entre los amateurs y los críticos. Obtiene un premio y parte al descubrimiento del mundo artístico en Kiev y a Moscú con Khitko. Descubre la Galería Tretiakov, el Museo Pushkin, el Museo Lenin y manifiesta su preferencia para los pequeños maestros holandeses, Los Ambulantes y los impresionistas. En un primer momento está agobiada por el nivel de las obras presentadas pero comprende rápidamente la peculiaridad de su talento: es la pintora de las flores y nadie las ha pintado así antes que ella.
Durante la ocupación nazi, por dos años, no pinta casi y todos los cuadros que había expuesto a Poltava fueron quemados, no obstante llegó a salvar los que no habían sido presentados.
Después de la liberación de su pueblo, se puso  a pintar intensamente y produjo algunas de sus mejores obras. Después de 1944, Vassili Grigorievitch Nagaï, el director del Museo Nacional de Arte Decorativo de Ucrania compró y expuso sus pinturas lo que explica la importancia de la colección de cuadros que posee ahora este establecimiento. En 1949, fue admitida en la Unión de las artistas ucranianos que la ayuda y en 1951 recibió una medalla de honor de esta institución. Los años 1950 son los años más fructíferos de su producción en número y en calidad no obstante pintó lentamente: se sabe que dedicó tres semanas para pintar Campo de cultivo colectivo.
Los representantes de la cultura ucraniana acuden a verla en Bogdanivka, participó en numerosas exposiciones, comenzó a trabajar con acuarela, se relacionó con el poeta Pavlo Grigorovitch Tychyna y su esposa Lidia Petrovna, el escritor y poeta Mykola Bazhan, el pintor e ilustrador Vassyl Kassiyan, el crítico de arte y director del Museo Nacional de Arte Decorativo de Ucrania Vassili Grigorievitch Nagaï, el diseñador Anton Sereda, el artista de Poltava Matvey Alexeevitch Dontsov y su esposa Julia Ivanovna Andreevitch, la artista Emma Ilinichna Gourievitch, el historiador del arte Stefan Andreevitch Taranouchenko, la artista Elena Lvovna Koulchitskaya, el pintor Stepan Kyrychenko. Inspiró a estudiantes como Olga Bintchouk, Tamara Ganja, Anna Samarskaya.
Además sus cartas muestran que tuvo un verdadero talento epistolar. En 1954, durante una exposición internacional en París, sus cuadros La oreja del rey, El abedul y Campo de cultivo colectivo fueron expuestos. Pablo Picasso según testigos, se detuvo largamente y dijo «Si tuviéramos una artista de este nivel, haríamos que todo el mundo hablara de ella». Todas estas relaciones, estos intercambios, no lo impidieron de continuar viviendo en su pueblo natal; sus ausencias son de corta duración salvo una vez, en 1955, donde efectuó una estancia de dos meses en la casa de los escritores.
En 1951 recibió la medalla con el título asociado de "Artista de Honor de Ucrania" y en 1956, fue distinguida Artista del Pueblo de la República socialista soviética de Ucrania.

## Últimos años
En 1948 murió su padre Vasily Bilokur. Su madre ahora muy mayor resulta gravemente enferma y toda la carga de los cuidados y de los trabajos domésticos recaen sobre Kateryna, que se muda con ella. Esto le toma mucha energía y el tiempo que reservaba para la pintura. Más tarde su hermano Grigory se mudó con su esposa y sus cinco hijos. En la primavera de 1961, su madre sufrió fuertes dolores en el abdomen y las piernas. Los remedios caseros no ayudaron y la farmacia del pueblo no tenía los medicamentos necesarios. A principios de junio de 1961, su madre, de 94 años, murió. Ese mismo año, Bilokur fue trasladada al hospital regional de Yagotynsky. El 10 de junio fue sometida a una operación que no tuvo éxito y ese mismo día Bilokur falleció. Fue enterrada en su pueblo natal de Bogdanivka. El autor de la lápida es un escultor llamado Ivan Gonchar.
En su pueblo, primeramente se erige un memorial, después en 1977 se inaugura un museo que le está consagrado en su casa natal.

## Homenajes

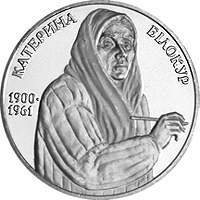
Moneda ucraniana de Bilokur

- El espectáculo del ballet Katerina Bilokou r creado por Lesya Dychko en 1980.
- El documental El mundo mágico de Katerina Bilokour realizado en 1986.
- Episodios de la película Lotta filmada en 1990 por Victor Vassilenko donde la actriz Raïssa Nedachkovskaya encarna a Katerina.
- Sellos postales con su efigie, emitidos en 2000 por su centésimo cumpleaños.
- Se acuñó una moneda oficial de 2 grivnas de Ucrania en su honor.
- Una calle de Kiev lleva su nombre.
- Se ha creado el Premio Bilokour que recompensa a los artistas y los pintores talentosos.
- Hay un monumento a la artista en Jahotyn.
- El 7 de diciembre de 2020 Google le dedica el doodle del día por su 120 cumpleaños.[13]

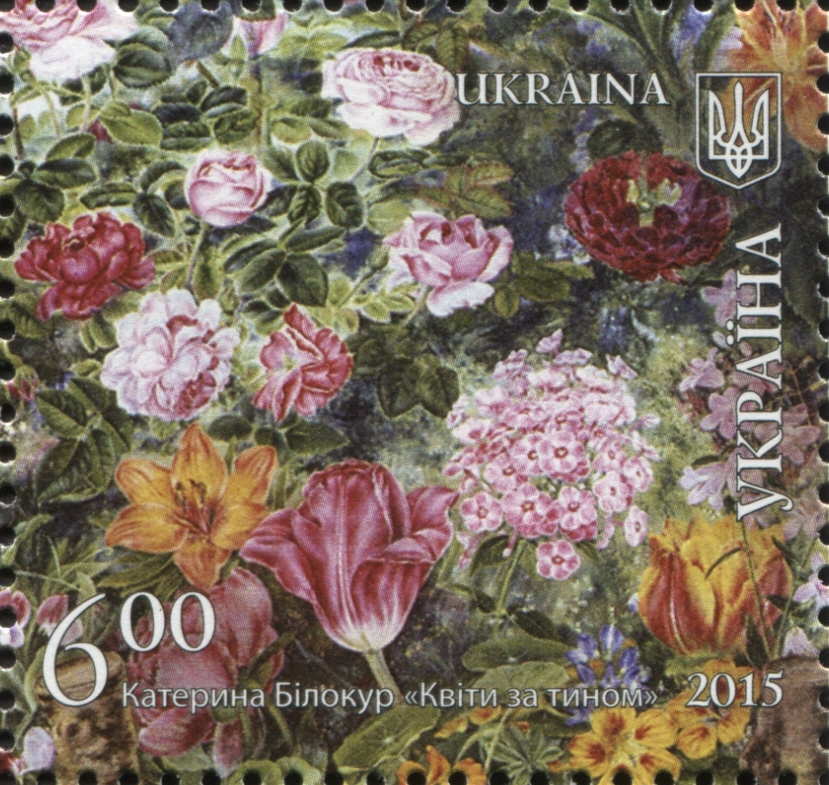
Flores detrás de la valla. Sello postal de Ucrania

## Obras
Se mencionan los títulos de los once cuadros quemados en Poltava durante la Segunda Guerra Mundial aunque no estén presentes en una colección particular o en un museo. Además de flores plenas de color, Kateryna Belokur pintó paisajes, retratos y autorretratos.

«El ingenio en la selección de temas, la vitalidad, la composición fantasiosa y la armonía de colores característicos de estos cuadros se convirtieron en las principales características de toda la obra del artista.»

- Mujer con corsé verde. 1920.
- Flores. 1920.
- Naturaleza muerta. 1921.
- Retrato de Olga Bilokour.  1928. Aceite sobre contreplaqué. 58,3 cm × 51 cm  Propiedad de «Н. О. Борисенко» (N. O. Borissenko).
- Retrato de Nadezhda Kononeneko. 1929.
- Paisaje con un molino de viento. 1930.
- Retrato de la granjera Tatiana Bakmach. 1932-1933. Aceite sobre contreplaqué. 60 cm × 88 cm. Museo histórico de Yahotyn.
- Enredadera. 1934.
- Flores detrás de la valla. 1935. Aceite sobre tela. 105,5 cm × 72 cm. Museo Nacional de Arte Decorativo de Ucrania.
- Flores. 1936.
- Retrato de las sobrinas de la artista. 1937-1939. Aceite sobre tela. 106 cm × 72 cm  Propiedad de «Х. Я. Білокур » (Kh. Ya. Bilokour).
- Flores en la niebla. 1940. Aceite sobre tela. 110 cm × 84 cm  Museo de arte de Poltava.
- Dalias. 1940. Aceite sobre tela. 72,5 cm × 56,5 cm. Museo histórico de Yahotyn.
- Retrato de Sofia Zourby. 1940. Lápiz sobre papel. 35 cm × 26 cm. Museo histórico de Yahotyn.
- Gorriones. 1940.
- Flores silvestres. 1941. Aceite sobre tela. 87,5 cm × 74 cm. Museo Nacional de Arte Decorativo de Ucrania.
- Retrato de Nadezhda Bilokour. 1941. Aceite sobre tela. 53,5 cm × 48 cm.  Museo Nacional de Arte Decorativo de Ucrania
- Flores al crepúsculo. 1942. Aceite sobre tela. 103 cm × 63,5 cm. Museo de arte de Poltava.
- Flores sobre fondo azul. 1942-1943. Aceite sobre tela. 107 cm cm × 71 cm. Museo de estado de arte literario Taras Chevtchenko en Kiev.
- Flores decorativas. 1945. Aceite sobre tela. 107 cm × 72,5 cm. Museo Nacional de Arte Decorativo de Ucrania.
- Vegetación lozana. 1944-1947. Aceite sobre tela. 118 cm × 87 cm. Museo Nacional de Arte Decorativo de Ucrania.
- Donativos de la Naturaleza. 1946. Aceite sobre tela. 65 cm × 48 cm. Museo Nacional de Arte Decorativo de Ucrania.
- Peonías. 1946. Aceite sobre tela. 56,7 cm × 48,5 cm. Museo de arte de Poltava.
- Trigésimo cumpleaños de la Revolución de Octubre. 1947. Aceite sobre tela. 104,5 cm × 99,5 cm. Museo Nacional de Arte Decorativo de Ucrania.
- Peonías. 1948. Aceite sobre tela. Propiedad de «П. Г. Тичини» (P. G. Titchini).
- Flores y nueces. Naturaleza muerta. 1948. Aceite sobre tela. 48 cm × 56 cm. Museo Nacional de Arte Decorativo de Ucrania.
- Campo de cultivo colectivo. 1948-1949. Aceite sobre tela. 115 cm × 97 cm. Museo Nacional de Arte Decorativo de Ucrania.
- Granjera. 1949. Lápiz sobre papel. 59 cm × 77 cm. Museo Nacional de Arte Decorativo de Ucrania.
- La oreja del rey. 1949. Aceite sobre tela. 118 cm × 88 cm. Museo Nacional de Arte Decorativo de Ucrania.
- Mujer con un bastón, croquis. 1950.
- Calabazas con flores. 1950. Lápiz sobre papel. 35 cm × 28 cm. Museo histórico de Yahotyn.
- Desayunar. Naturaleza muerta. 1950. Aceite sobre tela. 52 cm × 55,5 cm. Museo Nacional de Arte Decorativo de Ucrania.
- Autorretrato. 1950. Lápiz sobre papel. 76 cm × 58 cm. Propiedad de Х. Я. Билокур (Kh. Ya. Bilokour).
- Uvas y maduras. 1950. Aceite sobre tela. 30 cm × 25,5 cm. Museo histórico de Yahotyn.
- Flores, manzanas y tomates. Naturaleza muerta. 1950. Aceite sobre tela. Museo Nacional de Arte Decorativo de Ucrania.
- Pendiente empinada. 1950. Lápiz sobre papel. 41 cm × 29 cm. Museo histórico de Yahotyn.
- Flores y abedules al crepúsculo. 1950. Aceite sobre tela. 120,5 cm × 80 cm. Museo Nacional de Arte Decorativo de Ucrania.
- Malva. 1950. Aceite sobre tela. 63 cm × 46 cm. Museo Nacional de Arte Decorativo de Ucrania.
- Iris. 1950. Aceite sobre tela. 22,5 cm × 19 cm. Museo histórico de Yahotyn.
- Ramas de sauce. 1950. Aceite sobre tela. 23,5 cm × 19,5 cm. Museo histórico de Yahotyn.
- El tiempo aporta cambios. 1950. Aceite sobre tela. 80 cm × 65,5 cm. Museo histórico de Yahotyn.
- Un chico enojado. 1950.
- Felicidad (una escena humorística). 1950.
- La casa del abuelo de Savva. 1950.
- Sandia, zanahorias y flores. Naturaleza muerta. 1951. Aceite sobre tela. 65 cm × 49 cm. Museo Nacional de Arte Decorativo de Ucrania.
- Flores del jardín. 1952. Aceite sobre tela. Museo histórico de Yahotyn.
- Trigo, flores y uvas. 1950-1954. Aceite sobre tela. 72,5 cm × 57 cm. Museo de arte de Poltava.
- Khata en Bogdanivka. 1955. Aceite sobre tela. 48 cm × 49,5 cm. Museo Nacional de Arte Decorativo de Ucrania.
- Bouquet de flores. 1954 o 1959? Aceite sobre tela. 65 cm × 49 cm. Propiedad de C. TIENE. Pegóнущөнка (S. TIENE. Taranouchenka).
- Rosas y malva. 1954-1958. Aceite sobre tela. 64,5 cm × 48,5 cm. Museo Nacional de Arte Decorativo de Ucrania.
- Autorretrato. 1955. Lápiz sobre papel. 66 cm  × 43 cm. Museo histórico de Yahotyn.
- Cerca del embalse de Bogdanivka. 1955. Aceite sobre tela. 78 cm × 64,5 cm. Museo Nacional de Arte Decorativo de Ucrania.
- Pon de manzano.  1955. Lápiz sobre papel. 37 cm × 32 cm. Museo Nacional de Arte Decorativo de Ucrania.
- Bosquejo. 1955. Acuarela sobre papel. 58 cm × 58 cm. Museo histórico de Yahotyn.
- En el distrito de Shramkivka, oblast de Tcherkassy. 1955-1956. Aceite sobre tela. 71 cm × 91 cm. Museo Nacional de Arte Decorativo de Ucrania.
- Más allá del pueblo. 1956. Acuarela sobre papel. 30 cm × 41 cm. Museo histórico de Yahotyn.
- Cerca del embalse de Bogdanivka en septiembre. 1956. Acuarela sobre papel. 50 cm × 40,5 cm. Museo Nacional de Arte Decorativo de Ucrania.
- Autorretrato.  1957. Lápiz sobre papel. 63,5 cm × 43,5 cm. Museo Nacional de Arte Decorativo de Ucrania.
- Dalias. 1957. Aceite sobre tela. 51,5 cm × 38,6 cm. Museo Nacional de Arte Decorativo de Ucrania.
- Flores y bolas-de-nieve (Viburnos). 1958. Aceite sobre tela. 118 cm  × 85 cm. Museo Nacional de Arte Decorativo de Ucrania.
- Primavera precoz. 1958. Acuarela sobre papel. 50 cm × 41,5 cm. Museo histórico de Yahotyn.
- Peonías. 1958. Aceite sobre tela. 50 cm × 40,5 cm. Museo Nacional de Arte Decorativo de Ucrania.
- Naturaleza-muerta con espigas y jarra. 1958-1959. Aceite sobre tela. 54 cm  × 47 cm. Museo Nacional de Arte Decorativo de Ucrania.
- Manzanas de Bogdanivka. 1958-1959. Aceite sobre tela. Museo histórico de Yahotyn.
- Bouquet de flores. 1959. Aceite sobre tela. 29 cm × 26 cm. Museo histórico de Yahotyn.
- Flores y verduras. Naturaleza-muerta. 1959. Aceite sobre tela. 30,5 cm × 25,5 cm. Museo Nacional de Arte Decorativo de Ucrania.
- Remolacha. Naturaleza-muerta. 1959. Aceite sobre tela. 33 cm × 30 cm. Museo histórico de Yahotyn.
- Flores. 1959. Aceite sobre tela. 73 cm × 54 cm. Museo Nacional de Arte Decorativo de Ucrania.
- Otoño. 1960. Acuarela sobre papel. 50 cm × 40,5 cm. Museo histórico de Yahotyn.
- Naturaleza-muerta con pan. 1960. Aceite sobre tela. 55 cm × 60 cm. Museo histórico de Yahotyn.
- Ramo de flores. 1960. Aceite sobre tela. 50 cm × 40 cm. Museo Nacional de Arte Decorativo de Ucrania.
- Naturaleza-muerta. 1960. Aceite sobre tela. 62 cm × 56 cm. Museo histórico de Yahotyn